# Anton Kothuis
Antonius Johannes (Anton) Kothuis (Lichtenvoorde, 21 april 1935 – Amsterdam, 5 juni 2007) was een Nederlands filmmaker en (stem)acteur.
Kothuis debuteerde in het seizoen 1959/1960 in het toneelstuk Christoffel Columbus van De Ghelderode. In het theater en op televisie was hij daarna sporadisch als acteur te zien. In 1969 maakte hij zijn eerste speelfilm She's like a rainbow.
Vanaf de jaren zestig was Kothuis vooral bekend om zijn stem. Zijn stem was geen gangbare, netjes articulerende commentaarstem, maar warm en karakteristiek, en -dat was het bijzondere- ook zwaar astmatisch. Voor het eerst te horen in het radioprogramma  Uitlaat van Wim de Bie. Hij deed de aankondigingen van het programma RUR, was de verteller in de film De aanslag van Fons Rademakers en sprak daarnaast zoveel reclamespots in, dat hij daarmee een goed inkomen kon verwerven.
Op latere leeftijd keerde hij terug naar het acteren. Hij speelde enkele kleine rollen in films van Alex van Warmerdam, zoals een magnetiseur in Abel en een eenzame gast in Ober.
Anton Kothuis overleed op 72-jarige leeftijd in zijn slaap.